# Gilles Garnier
Cet article concerne un tueur en série du XVIe siècle. Pour la personnalité politique française de Seine-Saint-Denis, voir Gilles Garnier (homme politique).

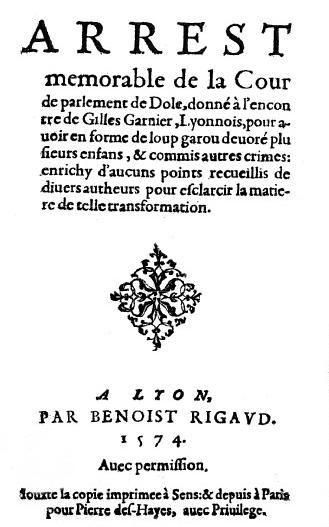
Arrêt de la cour de Dole condamnant Gilles Garnier comme loup-garou en 1574.

Gilles Garnier (mort le 18 janvier 1574 à Dole, Jura) aurait été un ermite cannibale et tueur en série français accusé d'être un loup-garou. Cette affaire judiciaire est l'un des rares cas de lycanthropie répertoriés dans les annales de la justice.

## Le loup-garou de Dole
Gilles Garnier était un ermite vivant à l'extérieur de la ville de Dole en Franche-Comté.
La première victime est une fillette de dix ans, agressée et tuée en octobre 1572. Le corps montre que la chair des cuisses et des bras a été dévorée, après avoir été étranglé. Un peu plus tard, une huitaine de jours après la Toussaint, une autre fille est attaquée mais l'agression est interrompue par des passants et l'agresseur prend la fuite. La jeune fille succombe à ses blessures quelques jours plus tard. En novembre 1572, le corps d'un garçon de dix ans est retrouvé, présentant des marques semblables au premier : les cuisses et le ventre ont été mangés, une des jambes a été arrachée.
Les autorités du comté de Bourgogne (Franche-Comté) émettent un édit pour appréhender et tuer le prétendu loup-garou. Un soir, un groupe d'hommes du village de Cromary, à plus de 60 km de Amange, l'endroit où aurait vécu Gilles Garnier, voient dans la pénombre ce qu'ils pensent être un loup et le mettent en fuite, mais ils découvrent le corps d'un garçonnet qui vient d'être étranglé. En décembre 1573, les policiers de Dole arrêtent Gilles Garnier à « l’hermitaige de saint Bonnot, près Amanges, en laquelle luy et sadite femme faisoient leur résidence ».

## Procès
Basé sur des aveux « spontanés », Gilles Garnier délivre un témoignage selon lequel, alors qu'il est tourmenté par la faim et désespéré du sort de sa famille, un homme vêtu de noir lui apparaît et lui offre une pommade qui lui permettrait de se changer en loup, ce qui rendrait la chasse plus aisée. Gilles Garnier a avoué avoir traqué et assassiné au moins quatre enfants âgés de neuf à douze ans. Se rendant aussi coupable d'avoir dévoré leurs corps, et d'en avoir ramené des morceaux à sa femme, dont des jambes. 
Le 18 janvier 1574, Gilles Garnier est jugé coupable de lycanthropie et de sorcellerie puis condamné au bûcher. Même si Garnier a été brûlé sur le bûcher, son procès a été fait par les autorités laïques et non par l'Inquisition, comme la superstition n'était pas jugée par l'Inquisition.

## Sources primaires
- L. Lafaist et Jean Louis Félix Danjou, Archives curieuses de l'histoire de France depuis Louis XI jusqu'à Louis XVIII : Collection de pièces rares et intéressantes ... publiées d'après les textes conservés à la Bibliothèque royale, et accompagnées de notices et d'éclaircissemens; ouvrage destiné à Leber, 1836 (lire en ligne).
- Pedro Antonio Iofreu, Defensa del Canon Episcopi , Pedro Cirvelo (ed.), Tratado en el qual se repruevan todas las supersticiones y hechizerias imprimées par Sebastian de Cormellas (1628).